# Doradca ubezpieczeniowy
Doradca ubezpieczeniowy – termin o różnych znaczeniach.
W ujęciu wąskim (sensu stricto), doradca ubezpieczeniowy to osoba, która za wynagrodzeniem prowadzi działalność gospodarczą polegającą na występowaniu w imieniu lub na rzecz osoby poszukującej pomocy w zakresie analizy praw i obowiązków wynikających z umowy ubezpieczenia. Definicja tego zawodu nie występuje (brak terminu prawnego). Zakres działalności doradcy ubezpieczeniowego obejmuje także pomoc lub reprezentowanie uprawnionego (pełnomocnik) w dochodzeniu odszkodowania z umowy ubezpieczenia lub pomoc przed roszczeniem zakładu ubezpieczeń (regres ubezpieczeniowy). Działalność doradcy ubezpieczeniowego prowadzona jest na podstawie Prawa przedsiębiorców. Doradca ubezpieczeniowy wykonujący czynności na podstawie stałego stosunku zlecenia może na zasadzie art. 86 KPC w zw. z art. 87 § 1 KPC reprezentować mocodawcę także przed sądem cywilnym, jeżeli przedmiot sprawy wchodzi w zakres tego zlecenia. Doradca ubezpieczeniowy nie mógł bez zezwolenia prowadzić działalności polegającej na świadczeniu pomocy doradczej lub faktycznej nakierowanej na poszukiwanie lub zawieranie umowy w celu uzyskania ochrony ubezpieczeniowej (art. 6 ust. 2 uchylonej ustawy z 22 maja 2003 r. o pośrednictwie ubezpieczeniowym (Dz.U. z 2016 r. poz. 2077)). Jeśli w ramach doradztwa ubezpieczeniowego doradca nie zawierał lub nie pośredniczył w zawieraniu umów ubezpieczenia, a także gdy nie łączył go żaden stosunek umowny z zakładem ubezpieczeń oraz jeżeli nie prowadził działalności brokera ubezpieczeniowego, jego działalność nie wymagała zgody Komisji Nadzoru Finansowego (art. 2 ust. 1 w zw. z art. 4 cytowanej ustawy). Początki wykonywania tego zawodu sięgają 1983 roku, gdy w Warszawie rozpoczęło działalność "Biuro Porad Ubezpieczeniowych" (aktualnie "Biuro Porad Ubezpieczeniowych 1983 r. dochodzenie odszkodowań"). Ocenia się, że w roku 2006 działalność taką prowadziło w Polsce około 250 doradców ubezpieczeniowych. W 2007 roku powstała inicjatywa stworzenia stowarzyszenia doradców ubezpieczeniowych.
W szerokim ujęciu (sensu largo) doradca ubezpieczeniowy to każda osoba prowadząca działalność w zakresie ubezpieczeń gospodarczych z wyjątkiem zakładów ubezpieczeń. Jeśli doradca ubezpieczeniowy wykonuje także czynności pośrednika ubezpieczeniowego - agenta ubezpieczeniowego albo brokera ubezpieczeniowego, jego działalność regulowana jest ustawą o pośrednictwie ubezpieczeniowym. Od doradcy ubezpieczeniowego w sensie stricto wyróżnia go prowadzenie działalności w zakresie pośrednictwa ubezpieczeniowego.
 Zapoznaj się z zastrzeżeniami dotyczącymi pojęć prawnych w Wikipedii.